# 1293

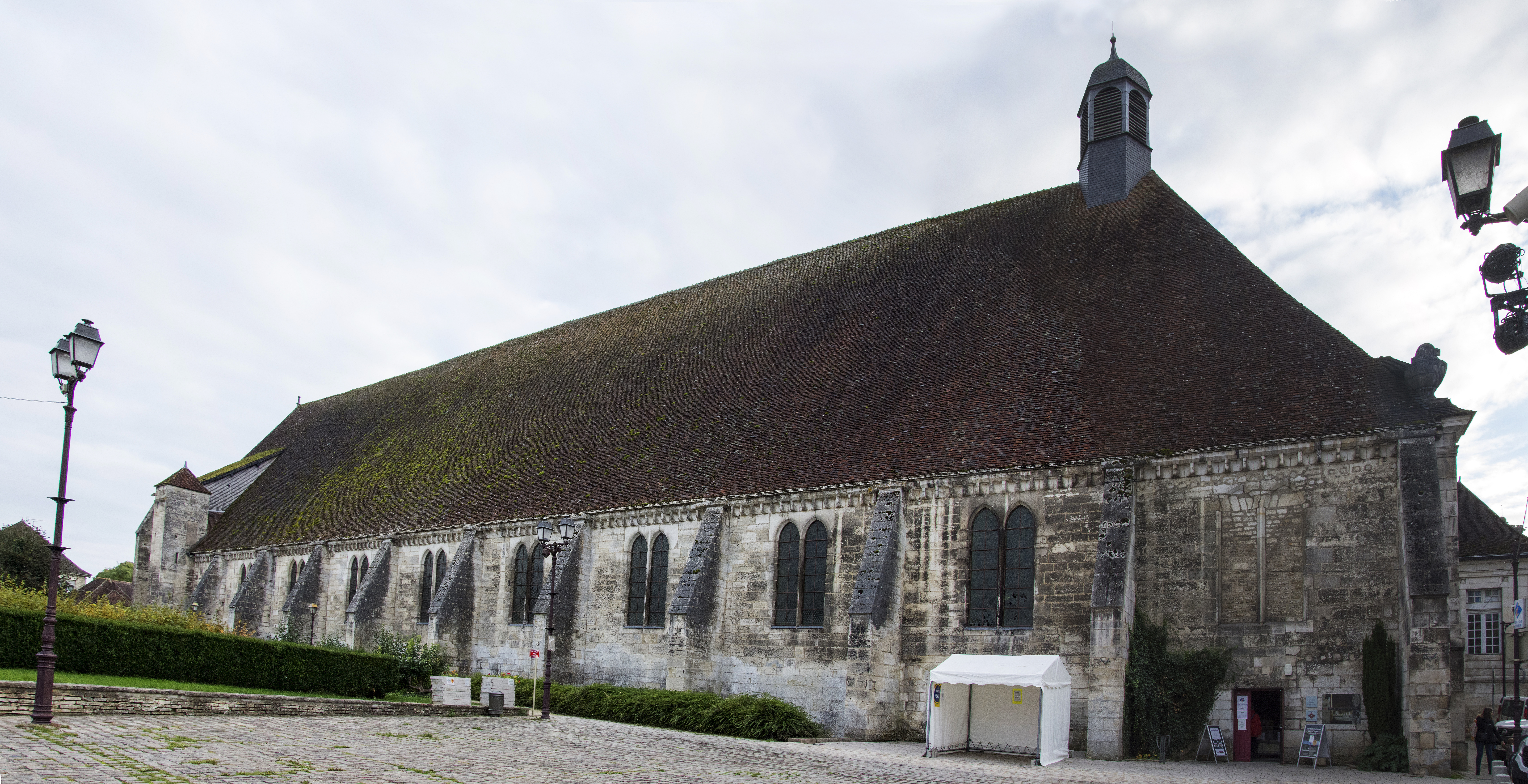
Hôtel-Dieu de Tonnerre, voormalig hospitaal gesticht in 1293

Het jaar 1293 is het 93e jaar in de 13e eeuw volgens de christelijke jaartelling.

## Gebeurtenissen
maart
- 18 - Rooms-koning Adolf I van Nassau verheft Kaysersberg tot vrije rijksstad, zie Rijksstad Kaysersberg.
- 19 - De Mongoolse invasiemacht die in februari Oost-Java is binnengevallen, levert slag met de prins van Kediri, die de stad Daha verdedigt. Raden Wijaya, schoonzoon van de vermoorde laatste koning van Singhasari, sluit een bondgenootschap met de

invallers om de rebel Jayakatwang te verslaan.
mei
- 20 - De Complutense Universiteit van Madrid wordt opgericht.
- 31 - Nadat hij de Mongolen tot de aftocht heeft gedwongen, rijdt Raden Wijaya terug naar zijn kratong.

september
- 20 - huwelijk tussen Hendrik III van Bar en Eleonora van Engeland.

november
- 12 - Raden Wijaya laat zich kronen tot eerste koning van het rijk Majapahit en neemt de naam Kertarajasi aan.

zonder datum
- Surabaya wordt gesticht.
- Dionysus I van Portugal stelt de Bolsa dos Mercadores, een onderlinge waarborg/verzekering voor Portugese handelaren.
- De Zweden bouwen een kasteel aan de Finse Golf, het begin van de stad Vyborg.
- Pruisisch Holland krijgt stadsrechten.
- De Kolme tussen Veurne en Sint-Winoksbergen wordt gegraven.
- Stadsbranden in Cambridge en Noyon
- oudst bekende vermelding: 's-Gravenmoer, Selissen, Wilmersdorf

## Kunst en literatuur
- De Vita nuova van Dante wordt samengesteld.

## Opvolging
- patriarch van Antiochië (Grieks) - Arsenius opgevolgd door Dyonisius
- Armenië - Hethum II opgevolgd door zijn broer Thoros III
- Ferrara - Obizzo II d'Este opgevolgd door zijn zoon Azzo VIII d'Este
- Georgië - David VIII als opvolger van Vachtang II
- Imeretië - David VI Narin opgevolgd door zijn zoon Constantijn I
- Mamelukken (Egypte) - Khalil opgevolgd door Nasser Mohamed Ben Qalawoon
- Thüringen - Albrecht II van Meißen opgevolgd door koning Adolf van Nassau
- Vietnam - Trần Nhân Tông opgevolgd door Trần Anh Tông

## Afbeeldingen

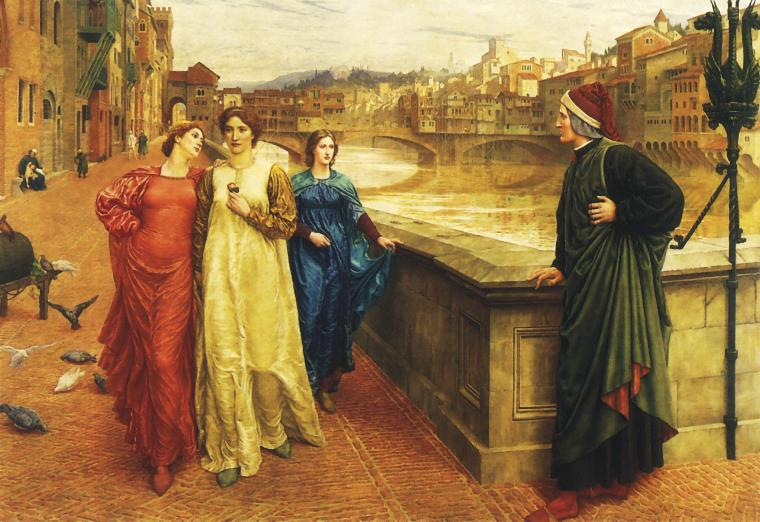
Dante en Beatrice

## Geboren
- februari - Clementia van Hongarije, echtgenote van Lodewijk X
- 17 november - Filips V, koning van Frankrijk (1315-1322)
- Beatrix van Castilië, echtgenote van Alfons IV van Portugal
- Filips VI, koning van Frankrijk (1328-1350)
- Jan van Ruusbroec, Brabants mysticus
- Gerard III van Holstein, graaf van Holstein-Rendsburg (jaartal bij benadering)

## Overleden
- 13 februari - Obizzo II d'Este (~45), heer van Ferrara en Ancona
- 29 juni - Hendrik van Gent (~76), Frans theoloog en filosoof
- David VI Narin (~67), koning van Georgië (1245-1259) en Imereti (1259-1263)